# 中将姫

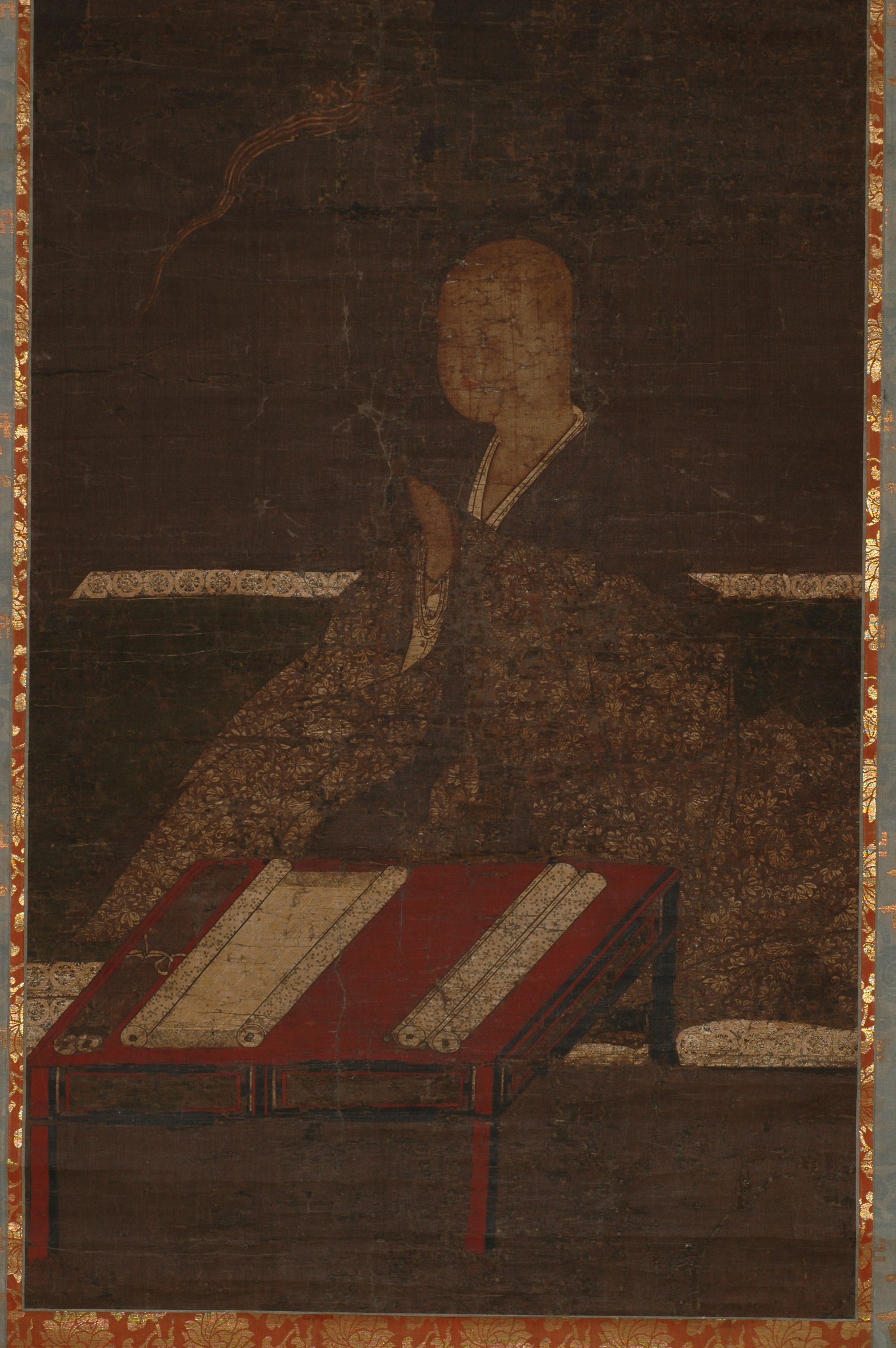
中将姫（鎌倉時代・當麻寺中之坊蔵）

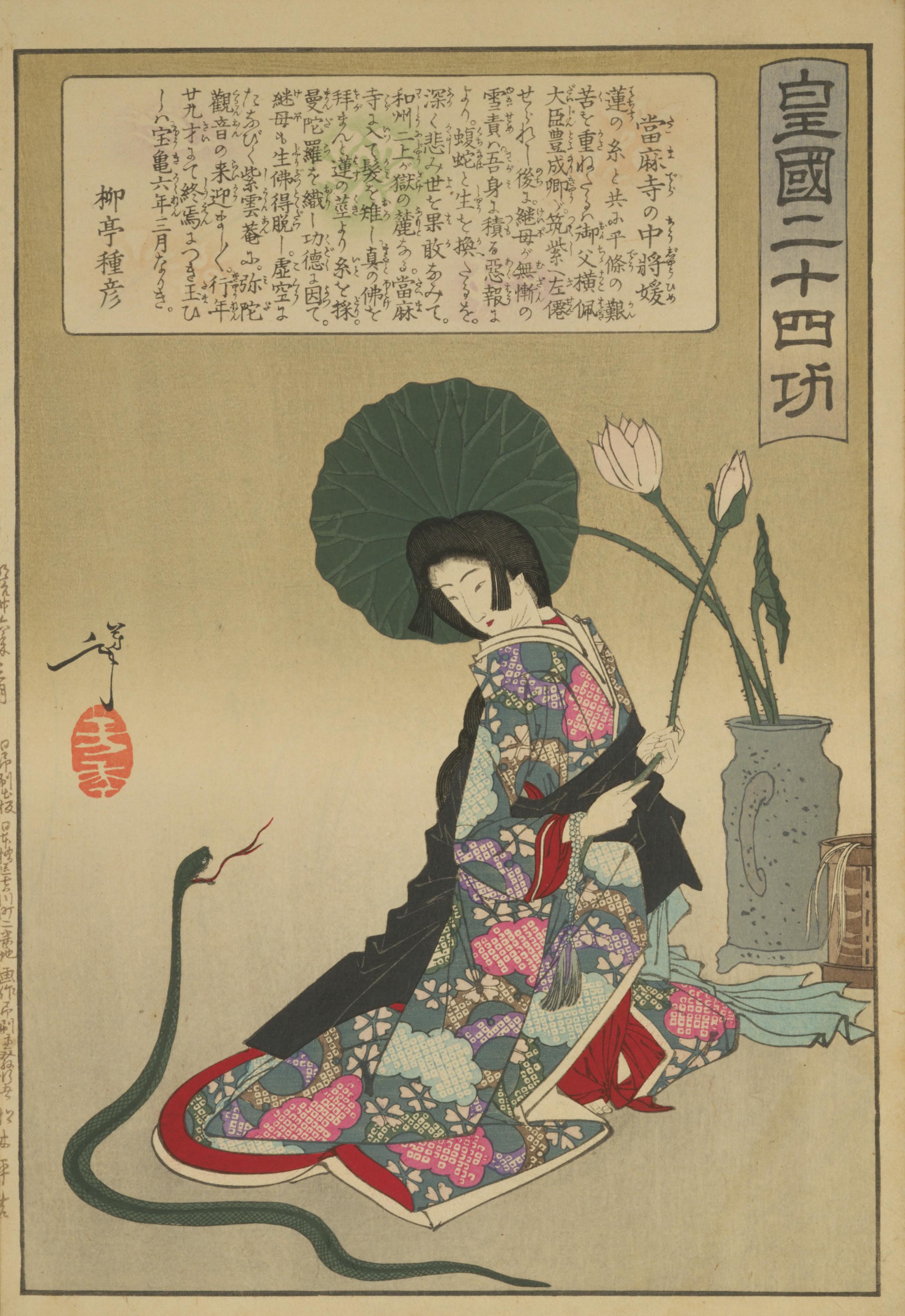
月岡芳年『皇国二十四功』より「当麻寺の中将媛」

中将姫（ちゅうじょうひめ、天平19年8月18日（747年9月30日）- 宝亀6年3月14日（775年4月22日））は、奈良の當麻寺に伝わる『当麻曼荼羅』を織ったとされる、日本の伝説上の人物。平安時代の長和・寛仁の頃より世間に広まり、様々な芸能・文芸作品の題材となった。

## 伝説における生涯

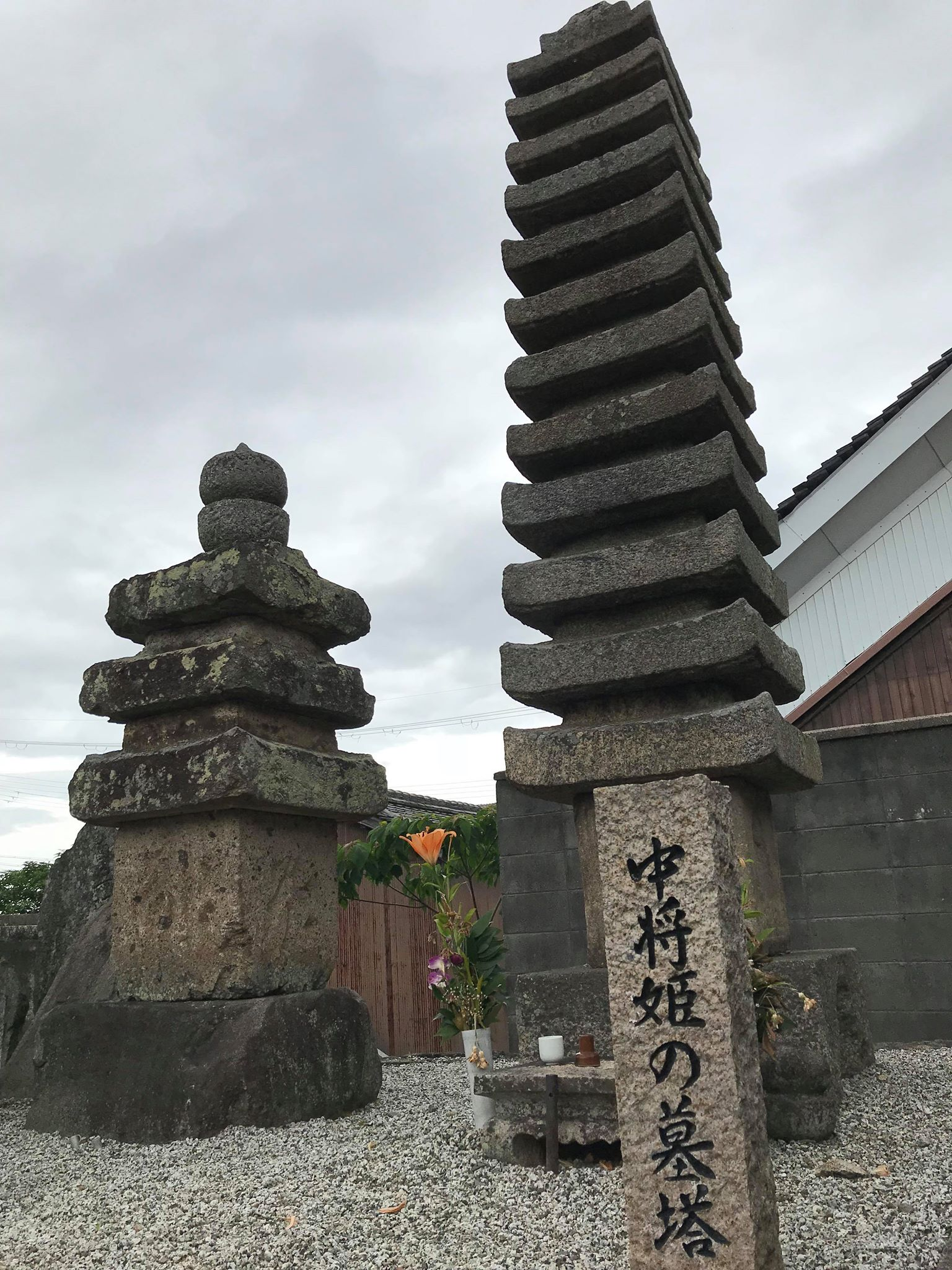
中将姫の墓塔

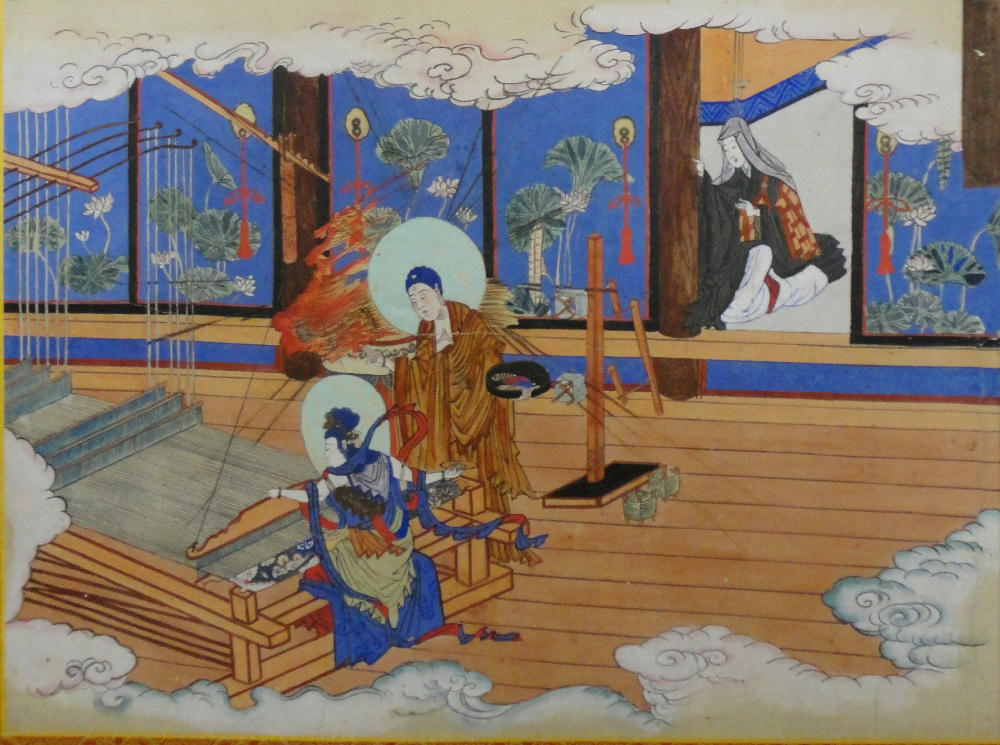
中将姫　當麻曼荼羅感得の場面（「中将姫絵伝」(當麻寺中之坊霊宝殿）より）

（當麻寺#当麻曼荼羅と中将姫説話も参照の事。）
藤原鎌足の曾孫、右大臣藤原豊成とその妻の紫の前（品沢親王の娘、又は、藤原百能）の間には長い間子どもが出来ず、桜井の長谷寺の観音に祈願し、中将姫を授かる。しかし、母親は、その娘が5歳の時に世を去り、6歳の時に豊成は、照夜の前（藤原百能、又は、橘諸房の娘）を後妻とする。
中将姫は、美貌と才能に恵まれ、9歳の時には孝謙天皇に召し出され、百官の前で琴を演奏し、賞賛を受ける。しかし、継母である照夜の前に憎まれるようになり、盗みの疑いをかけられての折檻などの虐待を受けるようになる。
13歳の時に、三位中将の位を持つ内侍となる。
14歳の時、豊成が諸国巡視の旅に出かけると、照夜の前は、今度は家臣に中将姫の殺害を命じる。しかし、命乞いをせず、亡き実母への供養を怠らない、極楽浄土へ召されることをのみ祈り読経を続ける中将姫を家臣は殺める事が出来ず、雲雀山の青蓮寺へと隠す。翌年、豊成が見つけて連れ戻す。中将姫は『称讃浄土佛摂受経』1000巻の写経を成す。
天平宝字7年（763年）、16歳の時、淳仁天皇より、後宮へ入るように望まれるが、これを辞す。その後、二上山の山麓にある當麻寺へ入り尼となり、法如という戒名を授かる。
仏行に励んで、徳によって仏の助力を得て、一夜で蓮糸で『当麻曼荼羅』（『観無量寿経』の曼荼羅）を織ったとされている。
宝亀6年（775年）春、29歳で入滅。阿弥陀如来を始めとする二十五菩薩が来迎され、生きたまま西方極楽浄土へ向かったとされる。

## 関連する事項
- 『奈良坊目拙解』においては、中将姫が生まれた時期には、父藤原豊成は、その父の藤原武智麻呂と共に難波の別荘にあったとしている。
- 757年7月の橘奈良麻呂の乱に関わったとして、普段より橘奈良麻呂と好を通じていた中将姫の兄・藤原乙縄が日向掾に左遷されると、父豊成も連座して右大臣を罷免され大宰員外帥に落とされる。豊成は抗議の意を込めて「病気」と称して難波にあった自分の別荘に8年間も籠っている。豊成の弟で政敵である藤原仲麻呂が、道鏡の排斥を図った、天平宝字8年（764年）「藤原仲麻呂の乱」に失敗し、殺害されると、豊成は復帰している。
- 実際の母は、藤原四兄弟の末弟・藤原麻呂と当麻氏の娘の間に生まれた藤原百能ではないかともされる。ただし、百能は780年まで生存し、天平神護元年（766年）の豊成の死後は、内侍として従二位まで昇進。
- 一説には父の左遷を悲しんだため、當麻寺（たいまでら）に入り尼となったとされる（あるいは、亡き母の供養を怠らなかったのを契機に仏門に入った説もある）。
- 中将姫が婦人病に悩まされたとの伝説があり、淡島明神同様、同じ悩みを持つ女性に特に信仰があった（参考：中将姫誓願桜）。
- ツムラの創業者津村重舎は大和国宇陀郡出身で、雲雀山青蓮寺の檀家であり、母の実家の藤村家に、逃亡中の中将姫をかくまった御礼に製法を教えられた薬（中将湯）が、代々伝えられていたという。これは、仏事の一環として薬学の習得があったとされている。
- 中将姫が一晩で織ったという曼荼羅に使われた蓮糸は、香芝市別所にある蓮池の蓮が使われたという伝承がある（参考：『天の二上と太子の水辺』『香芝町史』）。
- 大和高田市を流れる高田川には中将川との別名がある。中将姫は船で、高田川を使って移動、安部村に上陸、築山古墳のある築山村に滞在した後、当麻寺へ入ったとの伝説がある。
- 継母の暗殺から逃れた雲雀山については、和歌山県有田市糸我町と橋本市恋野にも同じ名前の地名があり、どちらも、中将姫にまつわる言い伝えが残されている。
- 当麻曼荼羅は、調査の結果、絹の糸で織られており、唐から持ち込まれたものではないかと言われている。
- 天皇から中将の位を賜ったため、中将姫と言ったとの伝承もあるが、「中」が重要な鍵ではないかと考える説がある。「中」が例えば「神（仏）と人との仲立ちをする」意味を示しているとし、他の例として中大兄皇子、中皇命、忍坂大中姫、中臣氏、中宮等が挙げられるが、詳しいことはわかっていない。奈良県奈良市三棟町にある、中将姫生誕地と伝わる誕生寺の三棟殿略縁起に拠れば、姫は天平19年8月18日の早朝に生を受け、父親の藤原豊成はその日のうちに「中将内侍」の官名の勅許を受けたことから中将姫と呼ばれるようになったとされている。

## 題材にした作品
- 謡曲（能楽）『当麻（たえま）』・『雲雀山（ひばりやま）』 : 世阿弥の作。
- 浄瑠璃『当麻中将姫』 : 元禄9年（1696年）、近松門左衛門の作。
- 文楽『鶊山姫捨松』 : 元文5年（1740年）、並木宗輔の作。
- 節談説教『中将姫』
- 歌舞伎『中将姫当麻縁起』 : 明治17年（1884年）上演。『鶊山姫捨松』を改作増補したもの。三代目河竹新七脚色。
- 歌舞伎『蓮華糸恋曼荼羅』 : 森山治男の作品。国立劇場開場40周年記念歌舞伎脚本入選作。本作を気に入った坂東玉三郎により平成19年（2007年）3月同劇場小劇場で上演。
- 小説 折口信夫（釈迢空）著『死者の書』
- 人形劇アニメ映画『死者の書』 : 川本喜八郎（日本アニメーション協会会長）の作品。釈迢空の上記の小説を人形劇化。DVDはジェネオン・エンタテインメントから発売。声の出演：宮沢りえ・観世銕之丞・榎木孝明・江守徹・黒柳徹子・岸田今日子